# أرق أسود
أرق أسود (الاسم العلمي Aphis rumicis)، حشرة صغيرة من الأرقيات طولها من 3 إلى 4 مم. تركب ما لا يقل عن 200 نوع من النبات وقد تؤذيها جميعها. توجد في ألمانيا والسويد والدانمارك والمملكة المتحدة وبلجيكا وفلندا وإيرلندا وهولندا وفرنسا وسويسرا وإيطاليا ورومانيا وبلغاريا وتركيا والولايات المتحدة وكندا وتشيلي والأرجنتين وبنغلاديش وكوريا الجنوبية والصين واليابان ومصر وزمبابوي.